# Microrregión de Formiga
La microrregión de Formiga es una de las microrregiones del estado brasileño de Minas Gerais perteneciente a la mesorregión Oeste de Minas. Su población fue estimada en 2006 por el IBGE en 152.995 habitantes y está dividida en ocho municipios. Posee un área total de 4.564,361 km².

## Municipios
- Arcos
- Camacho
- Córrego Fundo
- Formiga
- Itapecerica
- Pains
- Pedra do Indaiá
- Pimenta

- Datos: Q2384123